# C/2012 V2 (LINEAR)
C/2012 V2 (LINEAR) — одна з довгоперіодичних комет. Ця комета була відкрита 5 листопада 2012 року; вона мала 19.0m на час відкриття.